# Gmina Värska
Gmina Värska (est. Värska vald) – gmina wiejska w Estonii, w prowincji Põlva.
W skład gminy wchodzi:
- 1 miasto: Värska,
- 34 wsi: Koidula, Kolodavitsa, Kolossova, Korela, Kostkova, Kremessova, Kundruse, Litvina, Lobotka, Lutepää, Matsuri, Määsovitsa, Nedsaja, Pattina, Perdaku, Podmotsa, Popovitsa, Rääptsova, Saabolda, Saatse, Samarina, Sesniki, Säpina, Tonja, Treski, Ulitina, Vaartsi, Vedernika, Velna, Verhulitsa, Voropi, Võpolsova, Väike-Rõsna oraz Õrsava.